# Мері Те Таї Мангакахіа
Мері Те Таї Мангакахіа (22 травня 1868 , Hokianga Harbourd, Нортленд  — 10 жовтня 1920 , Pangurud, Нортленд ) — борчиня за виборче право жінок у Новій Зеландії, натхненниця поколінь маорчинь.

## Біографія
Мангакахіа народилась в Нижньому Вайхоу поблизу Пангуру в долині Хокіанга. Членкиня Те Рарава іві, вона мала походження Нґаті Те Реінга, Нґаті Манава та Те Кайтута, і була дочкою Ре Те Тай, впливового вождя. 
Здобула освіту в монастирі Святої Марії в Окленді і була успішною піаністкою.
Мангакахіа була у шлюбі з Хаміорою Мангакахії, перставником суду рідних земель, що в червні 1892 був обраний прем'єр-міністром парламенту Те Котахітанга в Гокс-Бей. Народила двох синів, Мохі і Вайпапа, і двох дочок, Вангапуа Танджора Едіт і Мейбл Те Аоухайтіні.
1893 року Мері Мангакахахіа виступила перед зборами Палати представників (першою серед жінок), внісши пропозицію надати жінкам право голосувати і бути членкинями парламенту. З промовою "So That Women May Receive the Vote" вона стала першою жінкою, яка виступила перед парламентом Те Котахітанга. Аргумент Мангакахії полягав у тому, що жінки маорі завжди були землевласницями, але за колоніальним законодавством втрачали землю. Вона вважала, що чоловіки маорі не просуваються у вирішенні земельних суперечок з короною, і що королева Вікторія могла б краще реагувати на прохання інших жінок. Вона зазначила, що жінки-маорі — землевласниці, і їм не слід забороняти політичне представництво.
У 1893 році брала участь у створенні Ngā Kōmiti Wāhine, комітетів, пов'язаних з парламентом Котахітанга.
У 1897 році жінки отримали право голосу на виборах у парламент Те Котахітанга.
Пізніше Мері Мангакахіа приєдналася до жіночого комітету парламенту Te Котахітанга, попередника Ліги добробуту жінок маорі, і продовжувала брати участь у політиці маорі та соціальних рухах. Вона започаткувала Te Reiri Karamu (Жіноча колона) з Niniwa I te Rangi з Wairarapa. Її збірка статей і листів була місцем, де жінки маорі піднімали та обговорювали жіночі проблеми.
За словами членів сім'ї, померла від грипу в Пангуру 10 жовтня 1920 року і похована на цвинтарі Пурейрей, Нижній Вайхоу, поблизу батька. 